# Jörg Burg
Jörg Burg (25 de setembro de 1919 - 21 de agosto de 1944) foi um oficial alemão que serviu durante a Segunda Guerra Mundial. Foi condecorado com a Cruz de Cavaleiro da Cruz de Ferro.

## Carreira

### Patentes
Oberleutnant der Reserve

### Condecorações
| Cruz de Ferro 2ª Classe                        |
| Cruz de Ferro 1ª Classe                        |
| Folhas de Carvalho nº 604 4 de outubro de 1944 |